# Kinglake
Kinglake (1 482 habitants) est une localité de l'État de Victoria en Australie, à 65 kilomètres au nord-est de Melbourne. Elle a été complètement dévastée par les feux de brousse de Victoria de 2009 le 7 février 2009, faisant 42 morts et détruisant environ 500 maisons.